# FedCon
FedCon (förkortning för Federation Convention) är ett science fiction-konvent som även inkluderar viss fantasy. Konventet äger rum i Tyskland och organisatörerna hävdar att det är Europas största science fiction-konvent. Konventet äger rum på våren varje år sedan 1992. 2005 var sista året den hölls i Bonn och från 2006 blir det i stället i Fulda. 
Många skådespelare och andra viktiga science fiction-personligheter är något som kännetecknar konventet, förutom många visningar av filmer och TV-avsnitt på storskärm. Från början var den ett rent Star Trek-konvent, men har utvecklats under åren till mer än så. 
Bland de viktigaste skådespelarna som varit på FedCon kan nämnas Leonard Nimoy (Spock), William Shatner (James T. Kirk), Brent Spiner (Data), Avery Brooks (Benjamin Sisko), Kate Mulgrew (Kathryn Janeway) och Jolene Blalock (T'Pol) från olika Star Trek-serier. Dessutom har skådespelare från Babylon 5, Battlestar Galactica, Star Wars, Buffy, Farscape, Andromeda, Stargate och Xena närvarat.